# Due sporche carogne - Tecnica di una rapina
Due sporche carogne - Tecnica di una rapina (Adieu l'ami) è un film del 1968 diretto da Jean Herman, interpretato da Alain Delon e Charles Bronson.
È tratto dal romanzo Adieu l'ami (1968) di Sébastien Japrisot (pseudonimo di Jean-Baptiste Rossi, 1931-2003).

## Trama
Parigi, Dino Barran, giovane medico francese, ha terminato il suo servizio come ufficiale-medico nell'esercito impegnato in Algeria contro il FLN algerino e, dopo aver declinato l'invito del legionario, avventuriero di origine statunitense, Franz Propp a unirsi a lui per andare a combattere come mercenario in Congo, è tornato nella capitale francese.
Dietro insistenza della bella Isabelle Moreau, che vorrebbe fargli completare un'impresa promessale dal collega ufficiale-medico Mozart, morto in azione bellica, accetta di farsi assumere temporaneamente dalla grossa ditta di Parigi nella quale lavora come impiegata Isabelle, per effettuare una serie di visite mediche al personale della medesima e, approfittando della posizione dell'ambulatorio aziendale, filmare attraverso un finestrino che dà nella camera blindata della cassaforte dell'azienda per ricavare i numeri della combinazione. Accetta anche di introdursi la notte di Natale nel vano relativo approfittando dell'assenza di personale, aprire la cassaforte e riporvi un grosso plico di titoli a suo tempo sottratti, a suo dire, dalla stessa Isabelle, che vuol rimediare all'errore di averli prelevati fraudolentemente a suo tempo senza doversi ora autodenunciare. Lo assiste nell'attività medica una studentessa in medicina, Dominique Austerlitz. Intanto una società di trasporto valori porta in cassaforte i contanti per pagare ai dipendenti dell'azienda, a fine dicembre, gli stipendi e le gratifiche natalizie. Si tratta di una grossa somma, più di duecento milioni di franchi francesi, destinati a rimanere in cassaforte fin dopo Natale.
La sera della vigilia di Natale, Dino rientra in azienda approfittando della confusione, ma si trova come indesiderato complice Franz, che gli si incolla pensando ad un colpo grosso. I due riescono ad aprire la cassaforte ma scoprono che è vuota: qualcuno si è già portato via i duecento milioni: l'autore del furto ha incastrato Dino, sul quale, alla riapertura degli uffici dopo Santo Stefano, ricadrà la colpa. Cercando di andarsene, i due trovano a terra il cadavere del guardiano, colpito da quattro colpi di rivoltella. Temendo anche l'accusa dell'omicidio, decidono di separarsi, partire separatamente in aereo per Marsiglia, promettendo di coprirsi l'un l'altro in caso di cattura. Il che avviene puntualmente all'aeroporto due giorni dopo: Franz viene catturato dall'ispettore Meloutis, mentre Dino riesce a fuggire. I giornali danno ampio spazio alla vicenda.
Dino, braccato, cerca Isabelle e scopre che nessuna Isabelle Moreau figura fra le dipendenti dell'azienda. Ci deve pure essere la cartella clinica di Isabelle, pensa Dino, avendo visitato allora anche lei. Cerca così l'ex assistente temporanea, la studentessa Austerlitz, che gli promette di cercare la cartella di Isabelle e consegnargliela. Trovata la cartella, Austerlitz compare a fianco di Isabella che impugna la rivoltella di Dino: le due erano complici e autrici del colpo. Dino intavola una discussione durante la quale Isabelle ammette la sua responsabilità, mentre Meloutis, nascosto con i suoi agenti poco distante, ascolta tutto. Isabella spara a Dino l'ultima pallottola rimasta nel revolver, ma lo manca, la polizia irrompe e altri agenti, appostati per bloccare la fuga alle due donne, vedendo Isabelle armata, scaricano addosso a lei e ad Austerlitz i loro mitra uccidendole entrambe.